# Jodey Arrington
Jodey Arrington (Kansas City, 9 marzo 1972) è un politico statunitense, membro della Camera dei Rappresentanti per lo stato del Texas.

## Biografia
Nato nel 1972, Arrington viene assunto nel 1996 nello staff dell'allora Governatore del Texas George W. Bush. Dopo l'elezione di Bush a Presidente degli Stati Uniti nel 2000, Arrington lavora nello Staff della Casa Bianca come Assistente speciale del Presidente e direttore associato del personale presidenziale. Nel 2005, dopo l'uragano Katrina viene nominato vice coordinatore federale per la ricostruzione della Costa del Golfo. Dopo aver tentato senza successo l'elezione al Senato del Texas nel 2014, nel 2016 si candida alla Camera dei Rappresentanti per il diciannovesimo distretto del Texas vincendo le primarie repubblicane al ballottaggio contro Glen Robertson e poi agevolmente le elezioni generali dell'8 novembre, in uno dei distretti più repubblicani del Texas e senza candidati democratici.